# Asplenium pulcherrimum
Asplenium pulcherrimum är en svartbräkenväxtart som först beskrevs av Bak., och fick sitt nu gällande namn av Ching apud Blot. Asplenium pulcherrimum ingår i släktet Asplenium och familjen Aspleniaceae. Inga underarter finns listade.